# 山村座

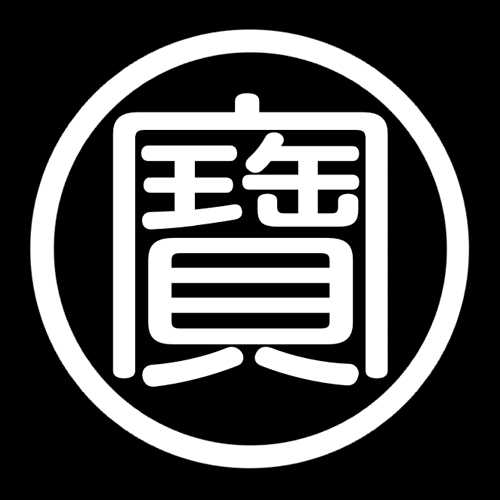
長太夫の定紋（丸に宝の字）。

山村座（やまむらざ）は、かつて存在した歌舞伎の劇場である。1642年（寛永19年）に江戸・木挽町四丁目（現在の東京都中央区銀座6丁目）に開かれ、河原崎座・森田座（のちの守田座）とともに「木挽町三座」と呼ばれ、元禄年間に官許を受けた劇場として、中村座、市村座、森田座とともに「江戸四座」と呼ばれた。1714年（正徳4年）、同座を舞台に起きた「江島生島事件」の結末とともに官許没収、廃座となった。存続期間は72年間であった。木挽町を芝居の街とした、歴史上最初の劇場として知られる。

## 沿革
- 1642年 - 開座[1][2][3][5]
- 1670年前後 - 三代目山村長太夫が座元に就任、小芝居の小屋から大芝居の小屋へ業態を変更[2]
- 1670年代 - 官許四座の制度が定着する
- 1697年 - 五代目山村長太夫が座元に就任
- 1714年 - 廃座[2][5]

## データ
- 所在地 : 江戸木挽町四丁目[2]
  - 現在の東京都中央区銀座6丁目14番 コートヤード・マリオット銀座東武ホテルの位置

北緯35度40分7秒 東経139度45分54秒 / 北緯35.66861度 東経139.76500度
- 経営 : 
  1. 初代山村長太夫 （1642年[1][2] - 1660年前後[6]）
  2. 二代目山村長太夫 （1660年前後[6] - 1670年[7]）
  3. 三代目山村長太夫 （1670年[7] - 1670年代[8]）
  4. 四代目山村長太夫 （1670年代[8] - 1697年[4]）
  5. 五代目山村長太夫 （1697年[4] - 1714年[2][4]）

## 概要
1642年（寛永19年3月）、小兵衛という人物が江戸・木挽町四丁目（現在の東京都中央区銀座6丁目）に櫓を建てて開座した。これが、現在も歌舞伎座が存在する木挽町に劇場が誕生した最初の出来事である。1644年（正保元年）に山村長兵衛という人物が開座したという説もある。開座した人物は岡村長兵衛であり、岡村座（おかむらざ）であったという説も存在する。小兵衛が初代山村長太夫の前名であるとも、岡村長兵衛が初代山村長太夫の前名である、とも言われる。
開座当初から、1660年前後（万治年間）に初代の子である二代目山村長太夫が同座を継承するころまでは、軽業（アクロバット）等の見世物・小芝居を上演する芝居小屋であった。都座、村山座（のちの市村座）は同座に先行して存在したが、河原崎座（木挽町五丁目、開祖・初代河原崎権之助）、森田座（同、開祖・森田太郎兵衛）は同座より遅れて、それぞれ1656年（明暦2年）、1660年（万治3年）に開座している。
三代目山村長太夫が座元に就任する1670年（寛文10年）前後、大芝居（歌舞伎）の劇場へと業態を変換している。三代目はもともと初代の甥・岡村七十郎であり、二代目に養子入りして岡村五郎左衛門と改名、そして三代目を襲名した人物である。三代目が山村姓の初代であり、初代・二代目までは岡村姓であったとする説もある。守屋毅によれば、三代目登場以前は山村座の前史的時代であり、座元が「長太夫」を名乗ったのも三代目からであるとしている。
三代目の時代である延宝年間（1673年 – 1681年）に、中村座（堺町、現在の中央区日本橋人形町）、市村座（葺屋町、現在の中央区日本橋人形町3丁目）、森田座（のちの守田座、木挽町五丁目、現在の中央区銀座5丁目）の官許四座の制度が定着している。この延宝年間のころに三代目の養子となった者が四代目山村長太夫を襲名している。このとき、まだ五代目山村長太夫は生まれていなかった。
1697年（元禄10年）ころ、三代目の子・山村七十郎がわずか満9歳で第五代長太夫を襲名しており、幼少にして山村座の座元を継承する。このとき四代目は隠居・剃髪し、浄閑と改名している。1703年（元禄16年正月）、同座で初演された『傾城阿佐間曾我』が、『仮名手本忠臣蔵』の成立よりも先行して赤穂事件を扱った作品であるといわれている。1704年（元禄17年7月）、二代目市川團十郎（1688年 - 1758年）が同座で襲名披露を行い、しばらくは役に悩んだが、1713年（正徳4年4月）には『花館愛護桜』を同座において初演、助六（二番目『助六由縁江戸桜』）を演じてこれが出世作となっている。二代目團十郎の後ろ盾には、同座が専属契約する人気役者の生島新五郎がついて指導していた。
1714年（正徳4年）、生島新五郎ら同座関係者が起こした「絵島生島事件」に経営者の五代目山村長太夫が連座したため、五代目は伊豆大島へ遠島（流罪）処分、同座は官許取り上げの上、廃座になった。これにより「江戸四座」は「江戸三座」になった。